# Strangalia elegans
Strangalia elegans es una especie de escarabajo longicornio del género Strangalia, categorizada en la tribu Lepturini, de la subfamilia Lepturinae. Fue descrita por Giesbert en 1997.

## Descripción
Mide 13,5-15,5 mm de longitud.

## Distribución
Se distribuye por Costa Rica, Honduras y México.